# Sobre-riba
Sobre-riba és una masia de Gurb (Osona) inclosa a l'Inventari del Patrimoni Arquitectònic de Catalunya.

## Descripció
Edifici civil. Masia de planta rectangular coberta a quatre vents. És orientada a migdia.
A la part esquerra de la façana s'hi annexiona un cos de porxos que s'obren a l'exterior a nivell del primer i segon pis. Al primer pis els arcs són rebaixats i sostinguts per pilars, els angles d'aquest cos estan ressaltats per grossos carreus de pedra.
A la part dreta de l'edificació s'hi annexiona una cabanya coberta a quatre vessants que, junt amb un mur i un portal tanquen la lliça de davant de la casa. L'edificació està envoltada de dependències agrícoles que desmereixen l'antiga estructura de l'edifici. L'estat de conservació és regular.

## Història
Antiga masia ampliada i reformada al segle xviii. D'aquesta data són els porxos que foren iniciats per Francisca Sorriba i Barrera l'any 1736. Al segle xix encara s'hi feren reformes, com indica el portal de la part dreta de l'edificació, destinat als masovers. Més tard van haver-ho dues masoveries però actualment és regit per uns única masovers.
Els Sobreriba, a les darreries del segle xviii s'emparentaren amb el mas Rossell de la parròquia de Sant Esteve de Granollers. Les propietats es varen unir.